# 2463 Стерпін
2463 Стерпін (2463 Sterpin) — астероїд головного поясу, відкритий 10 березня 1934 року.
Тіссеранів параметр щодо Юпітера — 3,360.